# Gracz racjonalny
Gracz racjonalny – gracz, któremu zależy na maksymalizacji własnego zysku.
Zwykle zakłada się, że wszyscy gracze są racjonalni. Najczęstszym wyjątkiem jest taki przypadek, że jednym z "graczy" jest los.
Pojęcie to jest ważne głównie w grach o sumie stałej - w grach o sumie zmiennej gracz nieracjonalny to gracz, dla którego wszystkie strategie dają identyczny rezultat.